# Landeskrankenhaus (Deutschland)
Als Landeskrankenhaus oder Bezirkskrankenhaus bezeichnet man öffentlich-rechtliche Krankenhäuser, deren Träger in Deutschland die Bundesländer oder die Regierungsbezirke sind. Abkürzungen sind „LKH“, „PLK“ oder „des Landes“.

## Allgemein
Etliche der großen psychiatrischen Fachkrankenhäuser sind heute in andere Rechtsformen überführt, etwa Anstalten öffentlichen Rechts oder Gesellschaften mit beschränkter Haftung oder Betriebe großer Krankenhauskonzerne, die aber weiter großteils durch staatliche Subventionen und Krankenkassenleistungen finanziert werden.
Traditionell werden Fachabteilungen oder Funktionsbereiche für die Gebiete Psychiatrie und Psychotherapie vorgehalten – unterschieden in Aufnahme-/Akutbereiche und Langzeitpflege, häufig auch für Kinder- und Jugendpsychiatrie und für forensische Psychiatrie, also für den Maßregelvollzug bei psychisch oder suchtkranken Straftätern. Neurologische Abteilungen sind gelegentlich damit verknüpft.

## Geschichte
Viele Landeskrankenhäuser wurden Ende des 19. Jahrhunderts gegründet, durchliefen in der ersten Hälfte des 20. Jahrhunderts eine Entwicklung des Aufbaus und der Reformen. Einige bekamen den Namen Landesheilanstalt. In der NS-Zeit waren fast alle in die systematische Ermordung psychisch Kranker, etwa die T4-Aktion, einbezogen. 
Nach dem Krieg benötigte es 30 Jahre und mehr, bis die Psychiatriereform ab 1975, angestoßen durch die Psychiatrie-Enquête des Deutschen Bundestages, begonnen und schrittweise umgesetzt wurde und die alten Anstalten in therapeutische Fachkrankenhäuser umgewandelt wurden.

## Neuere Entwicklungen
Diese sind heute zumeist offen geführt, haben Tageskliniken und Institutsambulanzen, sind fachlich differenziert und regional mit dem ambulanten und rehabilitativen Umfeld vernetzt. Diese Prozesse gingen mit einer Verkürzung der Behandlungszeiten, einem starken Bettenabbau (Enthospitalisierung) und einer Ausrichtung an der klinischen Akutbehandlung einher. 
Langfristige Versorgung findet oft extramural, das heißt außerhalb der Anstaltsmauern, in kleineren Wohngruppen statt, die regelmäßig therapeutisch und sozialarbeiterisch betreut werden.